# فرودگاه تامبائو
فرودگاه تامبائو (به انگلیسی: Tambao Airport) یک فرودگاه با کد یاتا TMQ است . این فرودگاه در کشور بورکینافاسو قرار دارد .